# Самшит
Самши́т (лат. Búxus) — род растений семейства Самшитовые, медленнорастущие вечнозелёные кустарники и деревья, вырастающие до высоты от 2 до 12 м (изредка до 15 м).

## Этимология
Латинское название рода происходит от др.-греч. πύξος — букс, самшит, заимствования из неизвестного языка. Этимологический словарь Фасмера выводит слово самшит из персидского слова šimšäd.
В «Толковом словаре живого великорусского языка» приведены другие русские названия самшита — букс, зеленичье дерево, геван, букшпан, шамшит, а также пальма (возможно, от нидерл. Randpalm): «известно в токарных поделках под названием пальмы, будучи привезено к нам при Петре голландцами, которые делают из него складные аршины или футы свои, пальмы».

## Ботаническое описание

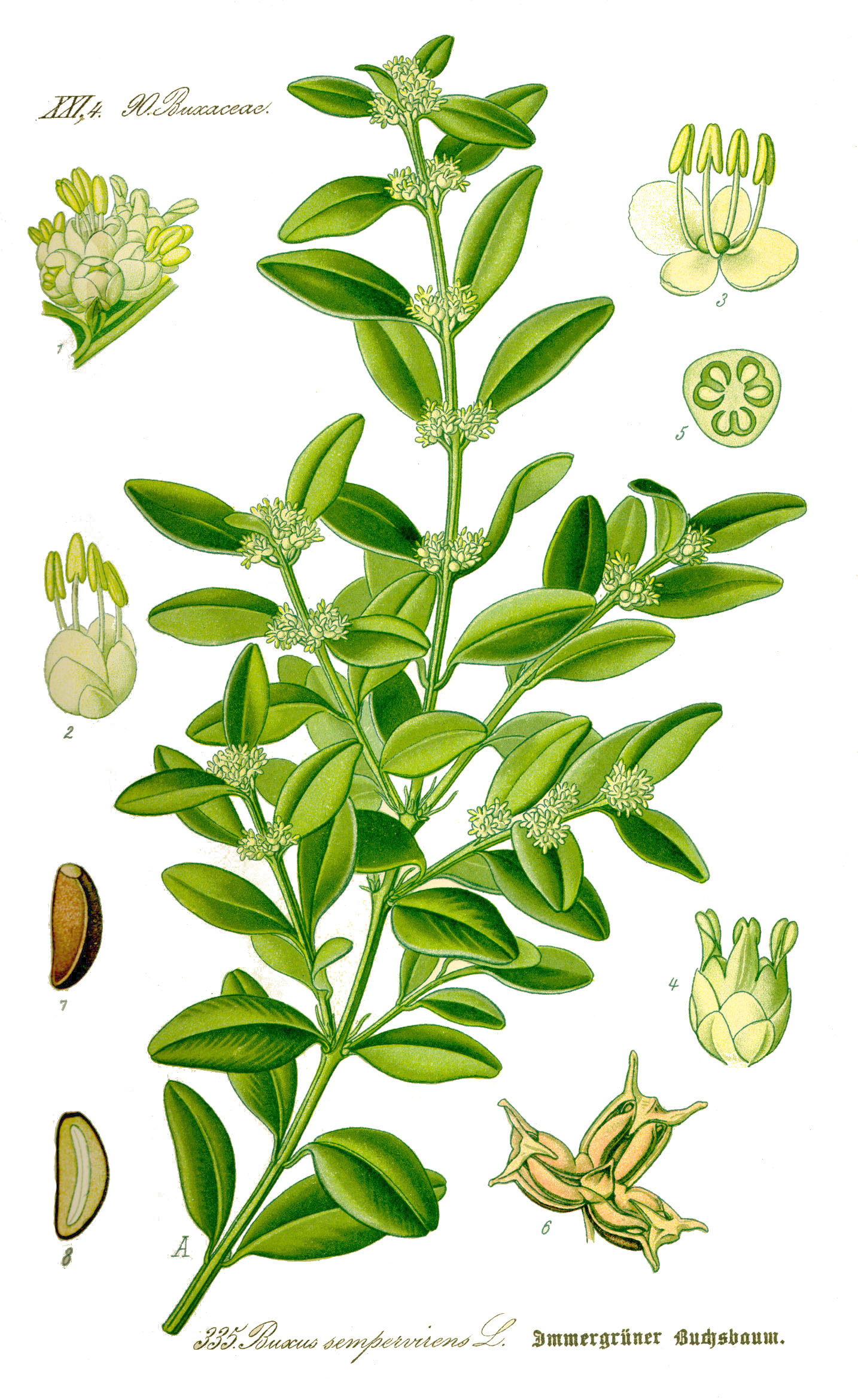
Самшит вечнозелёный.

Листья — супротивные, от эллиптических до почти округлых, цельнокрайные, кожистые.
Цветки мелкие, однополые, в пазушных соцветиях, ароматные. Плод — трёхгнёздная коробочка, которая при созревании растрескивается и разбрасывает чёрные блестящие семена.

## Распространение и экология
Самшиты — весьма неприхотливые растения: они растут на каменистых осыпях, на опушках лесов, в кустарниковых зарослях и тёмных лиственных лесах. Очень теневыносливы, но и теплолюбивы. В природе обитают на слабокислых почвах.
Самшит часто упоминается античными авторами. По Овидию, древнегреческая богиня Афина сделала себе флейту именно из самшита.
Существуют три крупных ареала:
- африканский — в лесах и лесостепях к югу от Экваториальной Африки и на Мадагаскаре,
- центрально-американский — в тропиках и субтропиках к югу от северной части Мексики и на Кубе (25 эндемичных видов); американские виды — самые крупнолистные растения рода, часто достигающие размера деревьев средней величины (до 20 м),
- евро-азиатский — от Британских островов через Южную Европу, Закавказье, Малую и Переднюю Азию, Китай до Японии и Суматры.

### В России
В России на Черноморском побережье Краснодарского края и Кавказа в ущельях и долинах рек во втором ярусе широколиственных лесов растёт один вид — Самшит колхидский (Buxus colchica). Самшит колхидский занесён в Красную книгу Российской Федерации.
Уникальный самшитовый лес расположен в среднем течении реки Цицы на территории Цицинского лесничества Курджипского лесхоза в Республике Адыгея, имеет статус участка с заповедным режимом охраны. Площадь его составляет около 200 га.
Самшитовая роща есть в городе Сочи (микрорайон Мацеста Хостинского района, на окраине основной дороги Курортного проспекта) и в Абхазии недалеко от города Пицунда, по дороге к неработающему пансионату «Дом творчества кинематографистов». В Абхазии есть фразеологический оборот «даже самшит не помнит»: так говорят о событиях, которые произошли очень давно.
Ареал самшита в России постоянно сокращается вследствие рубок. Особенно большие территории самшитовых реликтовых лесов пострадали осенью 2009 года при строительстве олимпийской дороги Адлер — Красная Поляна. Было выкорчевано либо завалено строительным грунтом несколько тысяч стволов. Кроме того, с посадочным материалом для олимпийских строек была завезена самшитовая огнёвка, опасный инвазивный вредитель, в результате чего тисо-самшитовая роща и другие насаждения самшита на Кавказе находятся под угрозой полного уничтожения. По данным природоохранной организации «НАБУ-Кавказ» по состоянию на август 2017 г. в России осталось только 5,5 га самшитовых лесов.
В районе Сочи с 2012 г. по 2019 г. погибло 99 % самшита, на восстановление потребуется не менее 300 лет; раньше на 1 га росло 4—4,5 тыс. деревьев, сейчас пусто.

## Значение и применение

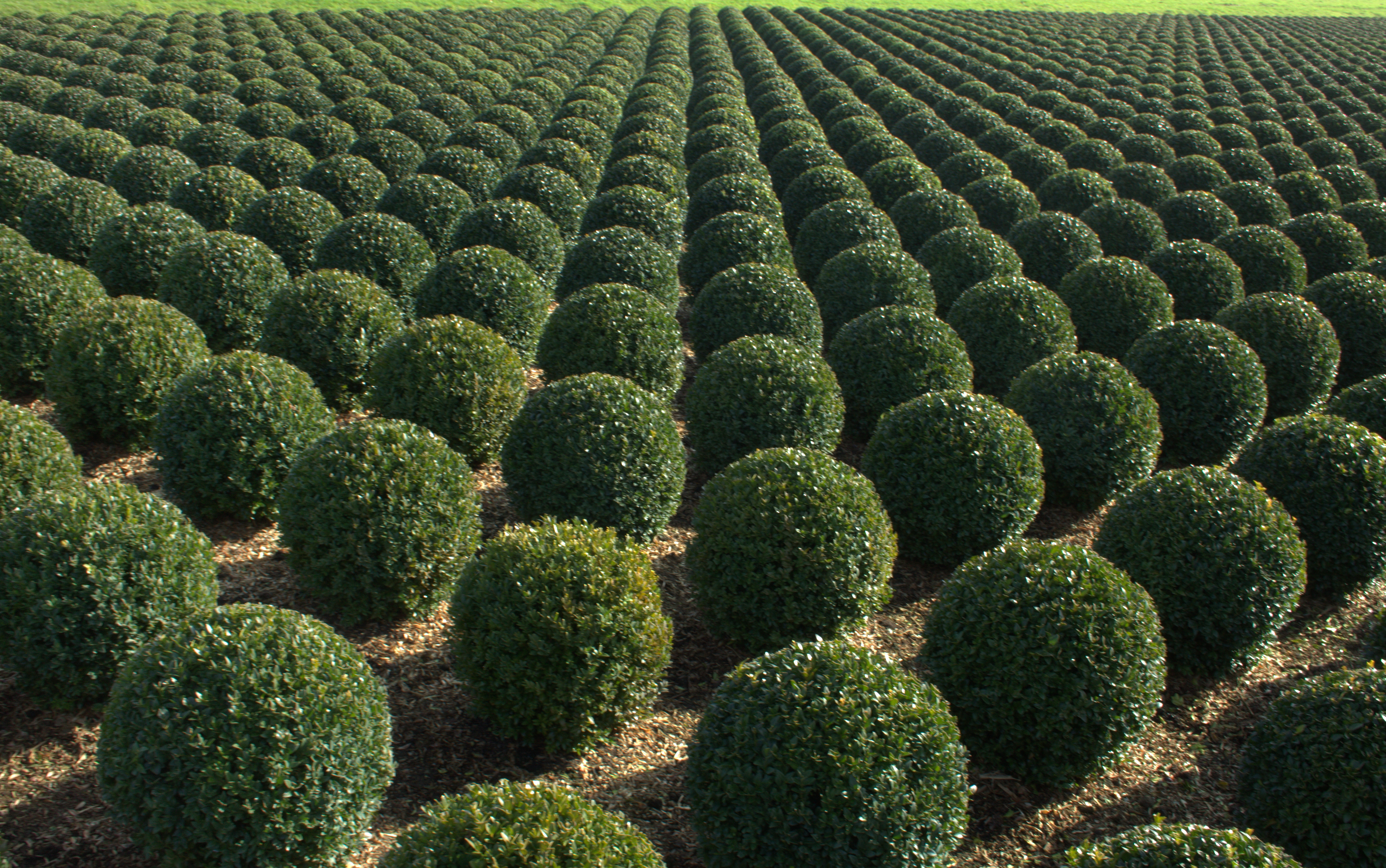

Самшит — одно из самых древних декоративных растений, которые использовались для озеленения и в декоративном садоводстве (часто под названием «Буксус»). Ценится за густую красивую крону, блестящую листву и способность хорошо переносить стрижку, что позволяет создавать из них живые изгороди и бордюры, а также долго сохраняющие форму причудливые фигуры (см. Топиар).
Католики в странах Западной Европы, а также православные христиане Грузии украшают ветками самшита свои жилища в вербное воскресенье.
Самшит — превосходный медонос, дающий ранний взяток (на Черноморском побережье — в конце февраля — начале марта), хотя мёд с него считается ядовитым.

### Древесина

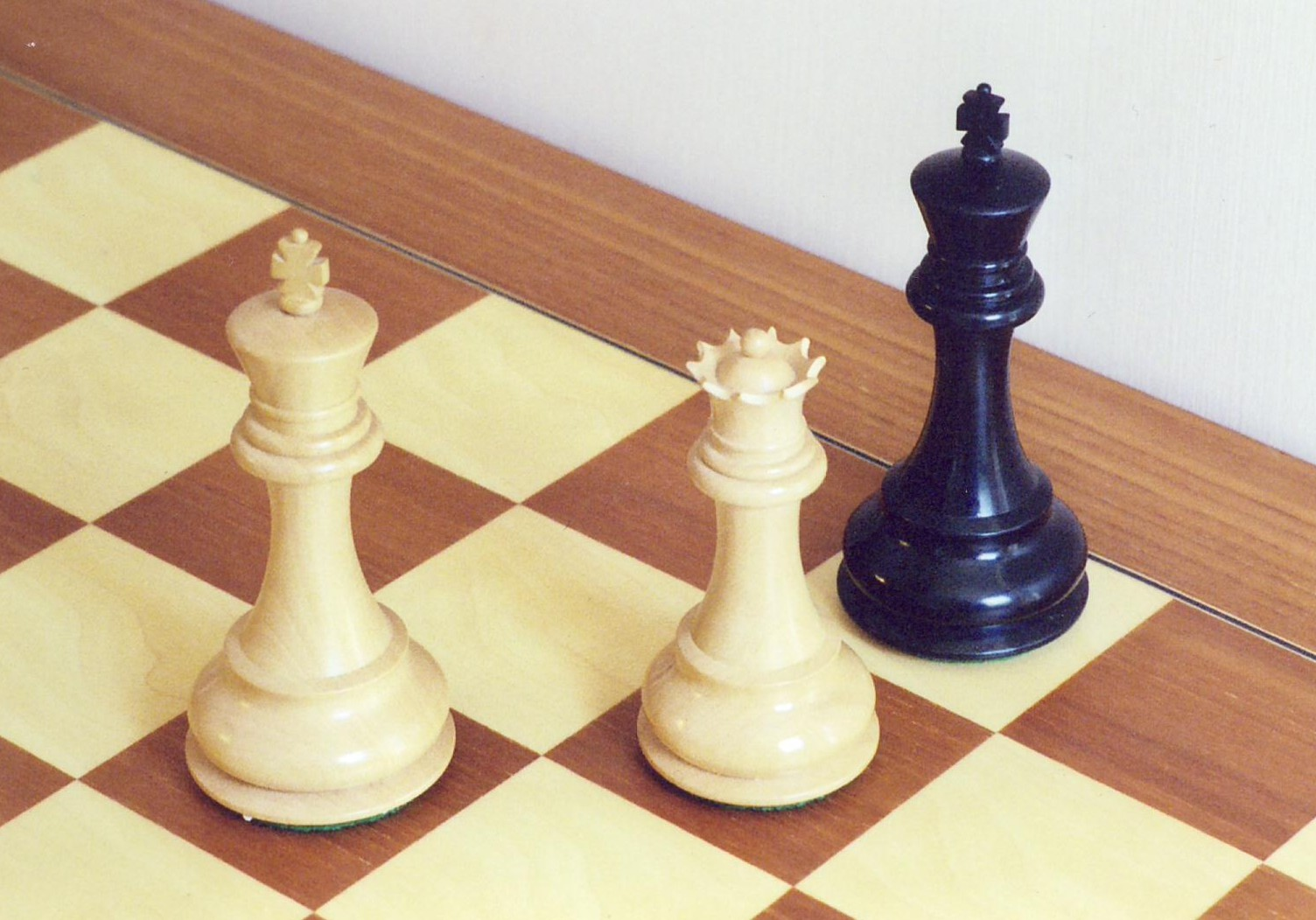
Белые фигуры сделаны из самшита

Самшит — безъядровая спелодревесная порода. Это значит, что в свежесрубленном дереве различие по цвету между заболонью и спелой древесиной почти незаметно. Высушенная древесина самшита имеет равномерную матовую окраску от светло-жёлтого до воскового цвета, который мало темнеет со временем, и однородное строение с узкими годичными слоями. Сосуды мелкие, одиночные, невооружённым глазом не видны. Сердцевинные лучи практически незаметны на разрезах. На вкус древесина немного горькая, особенного запаха нет.
Древесина самшита самая твёрдая и плотная из всех встречающихся в Европе. Её плотность от 830 кг/м³ (абсолютно сухая) до 1300 кг/м³ (свежесрубленная), а твёрдость от 58 Н/мм² (радиальная) до 112 Н/мм² (торцевая).
По прочности самшит превосходит граб: на сжатие вдоль волокон — около 74 МПа, при статическом изгибе — 115 МПа.
Твёрдая, однородная, тяжёлая древесина самшита используется для мелких резчицких работ по дереву, при изготовлении мелкой посуды, шахматных фигур, битков для игры в новус, музыкальных инструментов, скульптурных стеков, деталей машин, от которых требовалась высокая износостойкость в сочетании с идеально гладкой поверхностью: вальцы печатных машин, шпули и ткацкие челноки, измерительные приборы, детали оптических и хирургических инструментов. Свилеватые участки идут на изготовление курительных трубок.
Распиленная поперёк волокон (торцевая) древесина самшита применяется в ксилографии (гравюре на дереве). Самшит — наилучшее дерево для ксилографии, и это привело к почти полному его уничтожению во второй половине XIX века, когда иллюстрации в газетах во всём мире резались на самшитовых досках, иногда размером в газетный разворот.
Из самшита делали и делают сейчас в незначительном количестве пилёный шпон, используя специальные станки с тонким пропилом. В XX и XXI веке самшитовый шпон из-за дороговизны применяется только для инкрустаций.
Цугэ (японское название самшита мелколистного) — древесина, из которой делают фигурки для игры в сёги.
Предложения продать древесину самшита на рынке встречаются достаточно редко, и цена его очень высока.

### Медицина
Уже в античные времена самшит применялся в качестве лекарственного растения как средство против кашля, желудочно-кишечных болезней, а также хронических лихорадок, например, малярии. Как средство против малярии, якобы, сравним по действию с хинином. В наши дни препараты из самшита из-за своей токсичности используются редко, поскольку их весьма сложно точно дозировать. Передозировка может привести к рвоте, судорогам и даже летальному исходу. Гомеопаты и сейчас используют самшит как средство против ревматизма.

#### Ядовитые свойства
Все части растения и особенно листья ядовиты. Самшит содержит около 70 алкалоидов, среди прочих циклобуксин D. В листьях и коре содержание алкалоидов составляет около 3 %. Смертельная доза циклобуксина D для собак составляет 0,1 мг на килограмм веса тела при пероральном приёме.

## Размножение

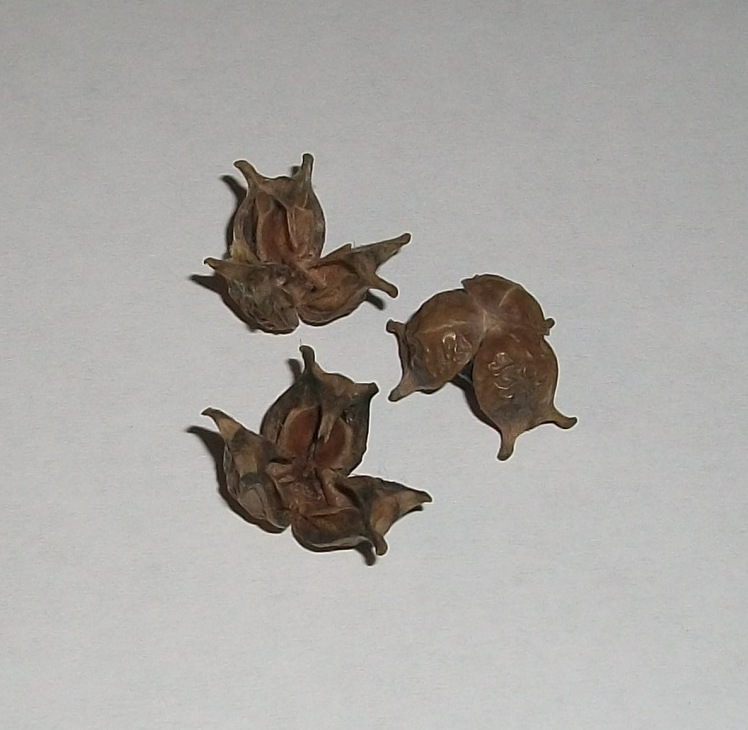
Сухие раскрывшиеся плоды самшита

В природе самшит размножается семенами и вегетативно.
В культуре размножается обычно летними и осенними черенками, так как семена имеют очень длительный период покоя.

## Таксономия

### Синонимы
- Crantzia Sw.
- Notobuxus Oliv.
- Tricera Schreb.

### Виды

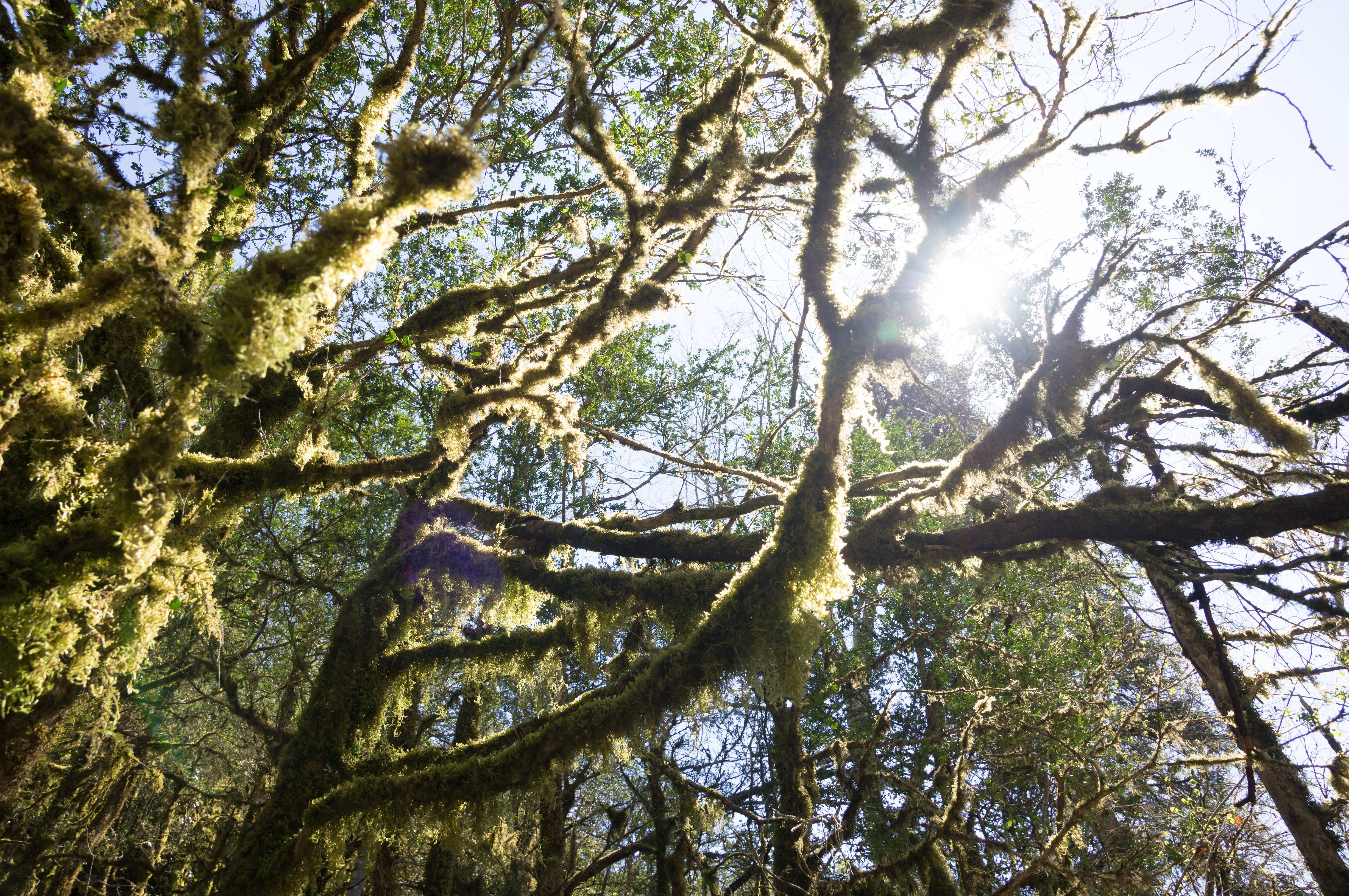
Самшит колхидский в окрестностях Мезмая

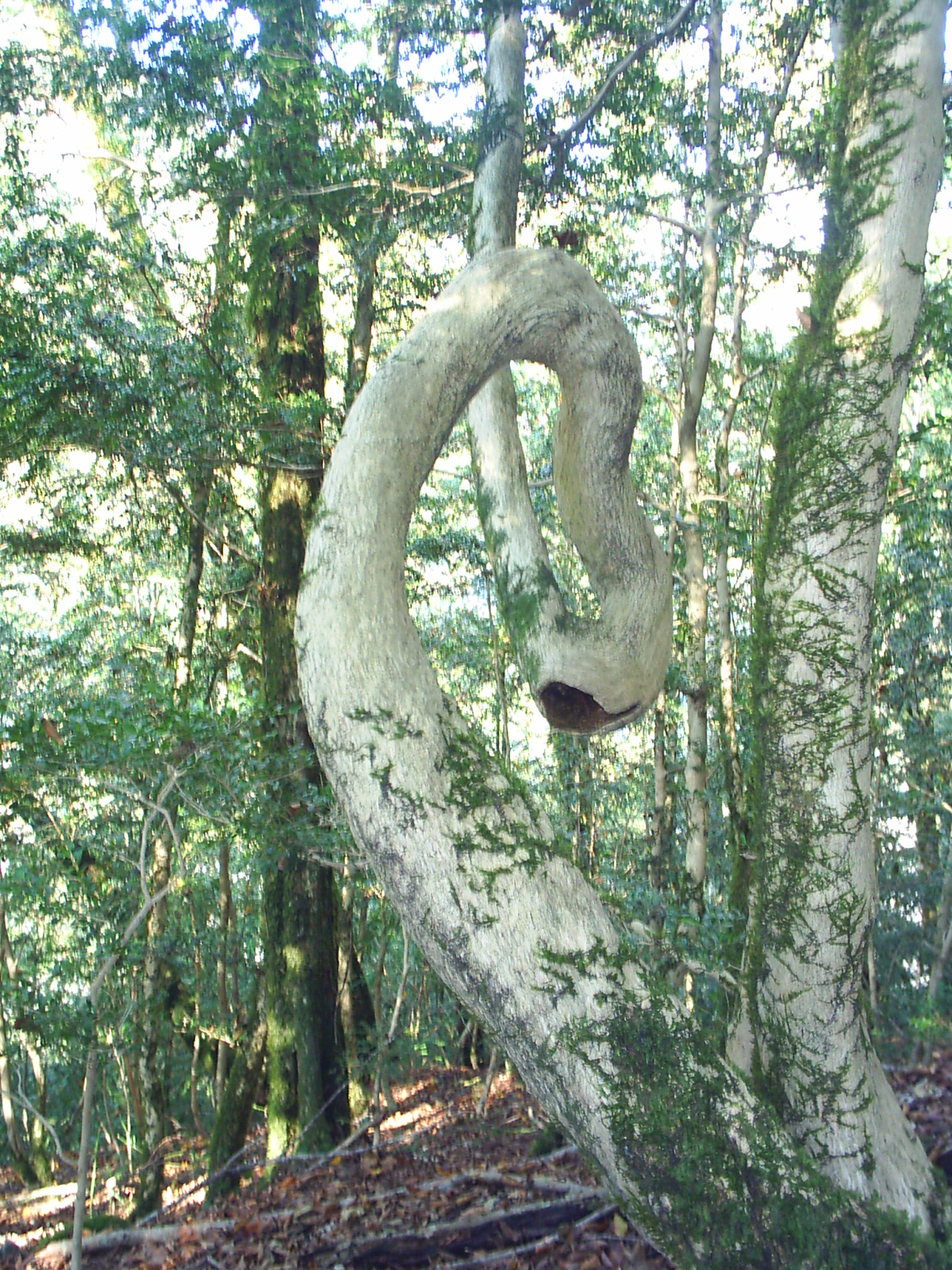
Самшит в окрестностях Сочи

По данным сайта The Plant List, род насчитывает 104 вида.
- Buxus acuminata Müll.Arg.
- Buxus acunae Borhidi & O.Muñiz
- Buxus acutata Friis
- Buxus aneura Urb.
- Buxus arborea Proctor
- Buxus austroyunnanensis Hatus.
- Buxus bahamensis Baker
- Buxus balearica Lam. — Самшит балеарский
- Buxus baracoensis Borhidi & O.Muñiz
- Buxus bartlettii Standl.
- Buxus benguellensis Gilg
- Buxus bissei Eg.Köhler
- Buxus bodinieri H.Lév.
- Buxus braimbridgeorum Eg.Köhler
- Buxus brevipes Urb.
- Buxus calcarea G.E.Schatz & Lowry
- Buxus capuronii G.E.Schatz & Lowry
- Buxus chaoanensis H.G.Ye
- Buxus cipolinica Lowry & G.E.Schatz
- Buxus citrifolia (Willd.) Spreng.
- Buxus cochinchinensis Pierre ex Gagnep.
- Buxus conzattii Standl.
- Buxus cordata (Radcl.-Sm.) Friis
- Buxus crassifolia (Britton) Urb.
- Buxus cubana Baill.
- Buxus ekmanii Urb.
- Buxus excisa Urb.
- Buxus flaviramea (Britton) Mathou
- Buxus glomerata Müll.Arg.
- Buxus gonoclada (C.Wright) Müll.Arg.
- Buxus hainanensis Merr.
- Buxus harlandii Hance — Самшит Гарланда
- Buxus hebecarpa Hatus.
- Buxus henryi Mayr
- Buxus heterophylla Urb.
- Buxus hildebrandtii Baill.
- Buxus historica Borhidi & O.Muñiz
- Buxus holttumiana Hatus.
- Buxus humbertii G.E.Schatz & Lowry
- Buxus ichagensis Hatus.
- Buxus imbricata Urb.
- Buxus itremoensis G.E.Schatz & Lowry
- Buxus jaucoensis Eg.Köhler
- Buxus laevigata Spreng.
- Buxus lancifolia Brandegee
- Buxus latistyla Gagnep.
- Buxus leivae Eg.Köhler
- Buxus leonii (Britton) Mathou
- Buxus linearifolia M.Cheng
- Buxus lisowskii Bamps & Malaisse
- Buxus liukiuensis (Makino) Makino — Самшит лиукийский
- Buxus loheri Merr.
- Buxus macowanii Oliv.
- Buxus macrocarpa Capuron
- Buxus macrophylla (Britton) Fawc. & Rendle
- Buxus madagascarica Baill.
- Buxus malayana Ridl.
- Buxus marginalis (Britton) Urb.
- Buxus megistophylla H.Lév.
- Buxus mexicana Brandegee
- Buxus microphylla Siebold & Zucc. — Самшит мелколистный
- Buxus moana Alain
- Buxus moctezumae Eg.Köhler, R.Fernald & Zamudio
- Buxus mollicula W.W.Sm.
- Buxus monticola G.E.Schatz & Lowry
- Buxus moratii G.E.Schatz & Lowry
- Buxus muelleriana Urb.
- Buxus myrica H.Lév.
- Buxus natalensis (Oliv.) Hutch.
- Buxus nyasica Hutch.
- Buxus obovata Urb.
- Buxus obtusifolia (Mildbr.) Hutch.
- Buxus olivacea Urb.
- Buxus pachyphylla Merr.
- Buxus papillosa C.K.Schneid.
- Buxus pilosula Urb.
- Buxus portoricensis Alain
- Buxus pseudaneura Eg.Köhler
- Buxus pubescens Greenm.
- Buxus pubifolia Merr.
- Buxus pubiramea Merr. & Chun
- Buxus pulchella Baill.
- Buxus purdieana Baill.
- Buxus rabenantoandroi G.E.Schatz & Lowry
- Buxus retusa Müll.Arg.
- Buxus revoluta (Britton) Mathou
- Buxus rheedioides Urb.
- Buxus rivularis Merr.
- Buxus rolfei S.Vidal
- Buxus rugulosa Hatus. — Самшит морщинистый
- Buxus rupicola Ridl.
- Buxus sclerophylla Eg.Köhler
- Buxus sempervirens L. — Самшит вечнозелёный
- Buxus serpentinicola Eg.Köhler
- Buxus shaferi (Britton) Urb.
- Buxus sinica (Rehder & E.H.Wilson) M.Cheng — Самшит китайский
- Buxus stenophylla Hance — Самшит узколистный
- Buxus subcolumnaris Müll.Arg.
- Buxus triptera Eg.Köhler
- Buxus vaccinioides (Britton) Urb.
- Buxus vahlii Baill. — Самшит Валя
- Buxus wallichiana Baill. — Самшит Валлиха
- Buxus wrightii Müll.Arg.
- Buxus yunquensis Eg.Köhler

Вид Самшит колхидский, или кавказский (Buxus colchica Pojark.) признан синонимом вида Самшит вечнозелёный (Buxus sempervirens L.).
Вид Самшит гирканский (Buxus hyrcana Pojark.) признан подвидом вида Самшит вечнозелёный (Buxus sempervirens L.).